# 日本製鉄東日本製鉄所
日本製鉄東日本製鉄所（にっぽんせいてつひがしにっぽんせいてつしょ）は、日本製鉄の製鉄所である。2020年4月1日に、鹿島製鉄所、君津製鉄所、直江津製造所及び釜石製鉄所を統合して発足した。2022年4月に釜石地区を分離し、室蘭製鉄所と統合して北日本製鉄所とした。
鹿島地区、君津地区、直江津地区に分かれており、それぞれの所在地は次のとおりである。
- 鹿島地区：茨城県鹿嶋市光3番地区
- 君津地区：千葉県君津市君津1番地
- 直江津地区：新潟県上越市港町2丁目12番1号

## 鹿島地区
1968年に住友金属工業鹿島製鉄所として高炉と熱延工場の操業を開始。鹿島港に面した鹿島臨海工業地帯に位置し、敷地面積は約1000万m²（東京ドーム220個分）で、敷地の中には港があり、大型船が出入りしている。従業員数は2,985 人となっている（2019年3月31日時点）。1983年に和歌山製鉄所から大量配転され、粗鋼年産800万t体制の主力製鉄所となったが、新日鉄との合併後は同じく関東に拠点を置く旧新日鉄の君津製鐵所との兼ね合いや、また東日本大震災の津波の影響による施設破損などもあり、2019年では粗鋼生産716万トンとなっている。
2021年（令和3年）2月、東日本製鉄所鹿島地区の高炉2基のうち1基を数年内に閉鎖する計画が報じられた。
製鉄所構内には日鉄ステンレス鹿島製造所、シーケム鹿島工場、日鉄鋼管鹿島事業所、エア・ウォーター鹿島工場、中央電気工業鹿島工場といった日本製鉄グループ企業や関連企業の製造拠点が立地している。
スポーツを通じた地域交流も盛んであり、サッカー部（住友金属工業蹴球団）は現在の鹿島アントラーズへと発展した。日本サッカーリーグ時代から、この工場敷地内にある「住友金属鹿島製鉄所総合グラウンド陸上競技場（現・NIPPON STEELグラウンド）」 を試合会場に使用し、Jリーグ発足後はトップチームの練習、並びに下部組織（ユース）の練習・試合会場などに利用されている。

### 生産品
- 薄板 - 自動車・家電用など
- 厚板 - 船舶・橋梁用など
- 建築材料 - 土木分野用鋼管杭・鋼矢板、建築用形鋼など

### 沿革
- 1968年（昭和43年）12月1日‐住友金属工業鹿島製鉄所として操業開始。
- 1969年（昭和44年） - ホットストリップミル設置。
- 1971年（昭和46年）1月 - 第一高炉火入れ。
- 1973年（昭和48年）3月 - 第二高炉火入れ。
- 1974年（昭和49年） - 大径溶接鋼管設備設置。
- 1976年（昭和51年）9月 - 第三高炉火入れ。
- 1983年（昭和58年）3月 - 和歌山製鉄所から大量配転。
- 1994年（平成6年）6月 - 鹿島ステンレス鋼板製造所を統合。
- 2003年（平成15年）10月 - ステンレス鋼部門を新日鐵住金ステンレス鹿島製造所として分離。
- 2004年（平成16年）9月 - 第一高炉を建て替え、新第一高炉火入れ。
- 2006年（平成18年）12月 - 第3溶融亜鉛めっき鋼板設備稼働。
- 2007年（平成19年）6月 - 住友金属鹿島火力発電所の操業開始。
- 2012年（平成24年）10月 - 新日鐵住金鹿島製鐵所に改称。
- 2019年（平成31年）4月 - 日本製鉄鹿島製鉄所に改称。
- 2020年（令和2年）4月 - 日本製鉄の組織統合により、日本製鉄東日本製鉄所鹿島地区となった。

### 火力発電所

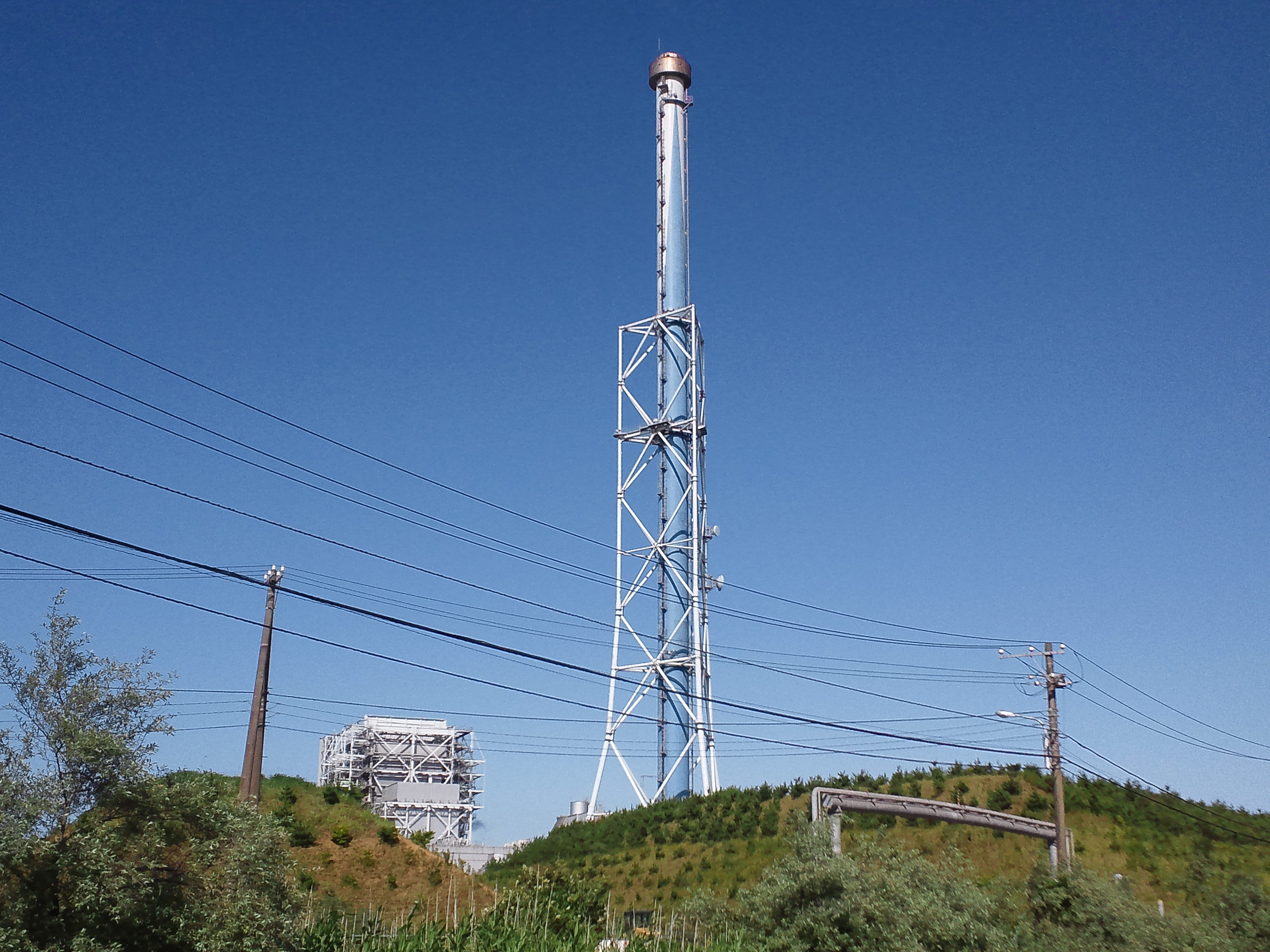
日本製鉄鹿島火力発電所

敷地内に日本製鉄鹿島火力発電所（出力50万7千kW）を併設し、IPP事業も行っている。東日本大震災直後から稼働を停止し、設備の一部も損傷したが、震災から15日後の3月26日に火力発電所を復旧させ、発電した47万5千キロワット（=475Mw：茨城県全世帯の電力需要を賄う規模）すべてを東京電力に供給した。

### アクセス
高速バス
- 東京駅より「かしま号」で「鹿島製鉄所」下車
- 羽田空港より鹿島神宮駅行きで「鹿島製鉄所」下車
- 東京テレポート駅・東京ディズニーリゾート・海浜幕張駅より鹿島神宮駅行きで「鹿島製鉄所」下車

鉄道
- JR鹿島線鹿島神宮駅よりタクシーで15分

自動車
- 東関東自動車道潮来インターチェンジより20分

## 君津地区

### 概要

#### 君津地区

君津製鐵所君津地区周辺の空中写真。。2009年8月撮影の36枚を合成作成。

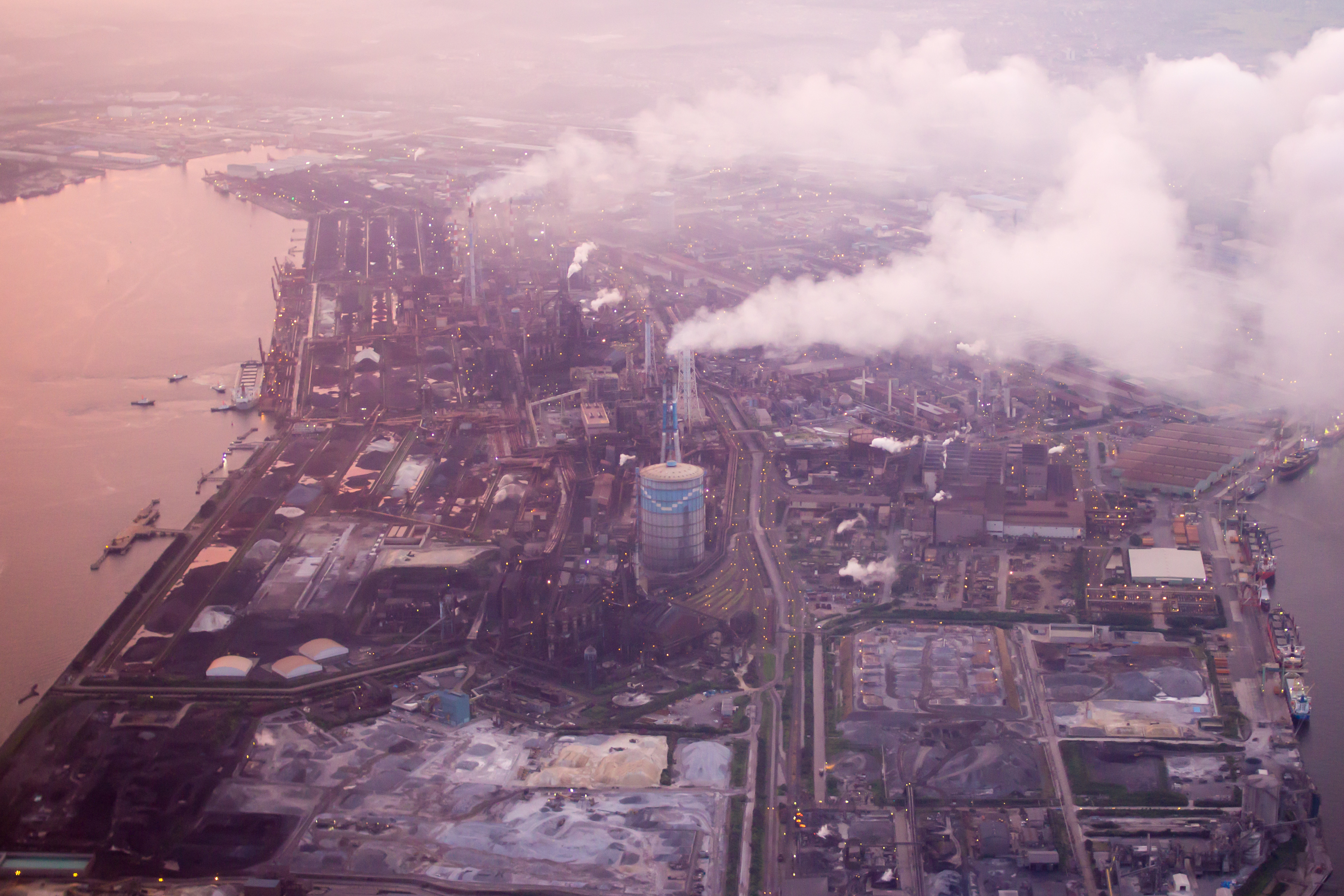
君津製鐵所君津地区を上空から撮影した写真。2015年8月撮影。

木更津港に面する千葉県君津市君津1番地に君津地区はあり、君津地区の敷地面積は約1173万m2（東京ドーム約220個分）で、工場の大半は君津市内にあるが、一部が隣の木更津市に及んでいる。
高炉を2基有し、2018年度の年間粗鋼生産量は802万トンである。

#### 君津地区（東京）（閉鎖）
1935年（昭和10年）に日本特殊鋼管東京工場として創設された。主にシームレス鋼管を製造する。製造所は新河岸川に面し、隣接して日本金属板橋工場がある。
製造品の材料は、君津地区から艀で運搬し、専用の船着場と荷役設備を持っていた。2020年（令和2年）5月に小径シームレス鋼管工場を休止し、日本製鉄関西製鉄所和歌山地区海南地区生産を集約して閉鎖された。東京都板橋区舟渡の土地は、2021年6月30日に日鉄興和不動産に売却され、日本製鉄はこれにより750億円程度を特別利益に計上する見込みである。

#### 生産品
君津地区においては、日本製鉄の主力製品5種のすべてを製造している
- 薄板
  - 熱間圧延鋼板・冷間圧延鋼板・電気亜鉛めっき鋼板・溶融亜鉛めっき鋼板・電気製品用塗装鋼板など
- 厚板
  - 高張力鋼板・耐火鋼板・耐熱鋼板・耐候性鋼板・耐サワー性鋼板
- 線材
- 形鋼
  - H形鋼・I形鋼・鋼矢板
- 鋼管
  - UOE鋼管・スパイラル鋼管・鍛接鋼管・電縫鋼管
- 石炭コークス・硫安

君津地区（東京）においては、主にシームレス鋼管を製造していた。

### 設立までの背景

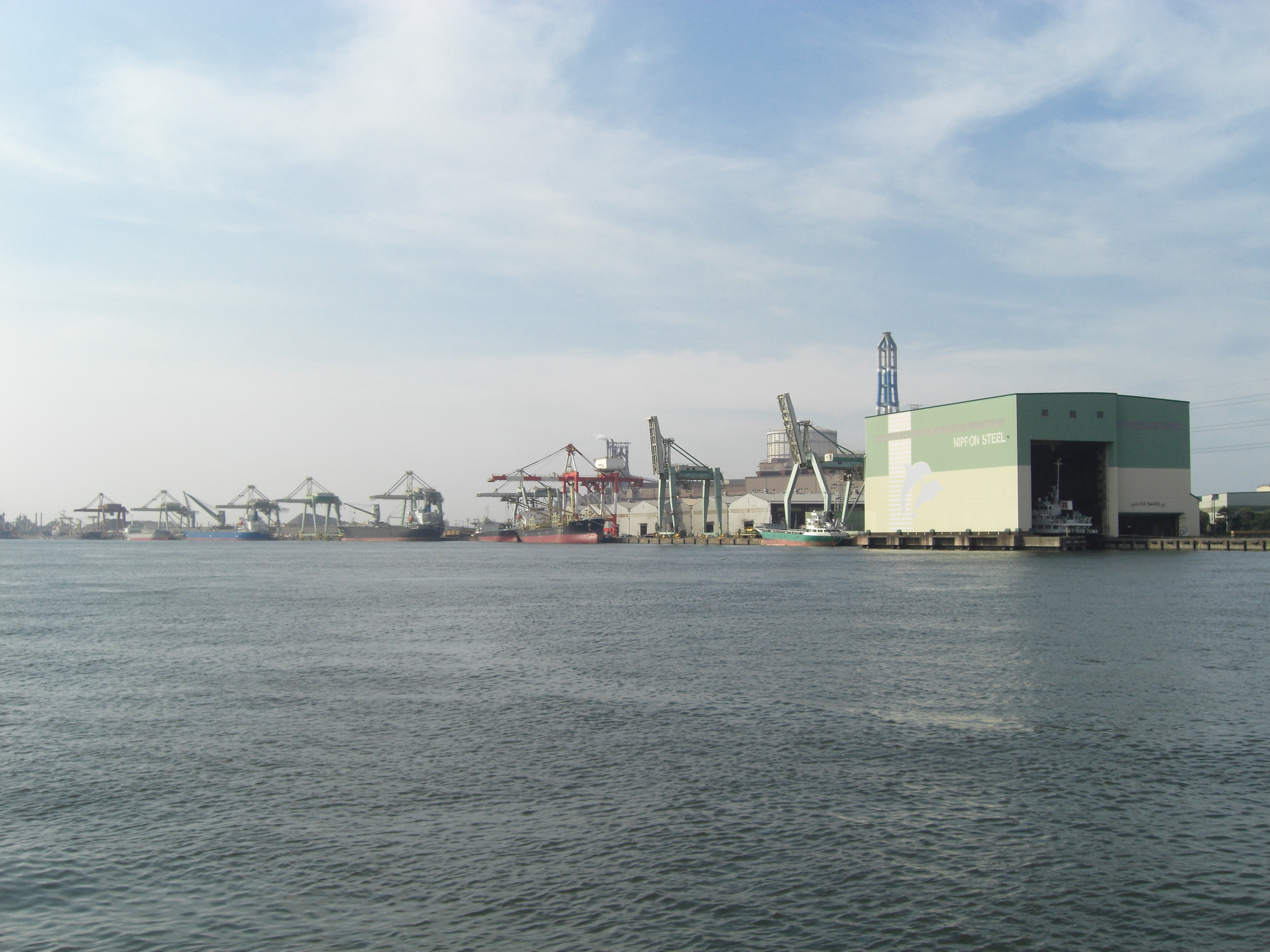
君津製鐵所君津地区 西岸壁

当時の八幡製鐵では、当初三重県四日市市に製鉄所を建設する方向で調整を進め、既に臨海部の埋め立て工事も進められていた。しかし、1959年に同社内に市場調査部が設置され、厚板の長期需要予測を取りまとめたところ、厚板の需要がそれまでの予想を大幅に上回り、四日市で想定していた規模の製鉄所では需要を賄えないことに加え、需要の大半が京浜工業地帯に集中していることが判明した（阪神工業地帯も需要が大幅に増えると想定されたが、そちらには既に堺製鐵所の建設が進められていた）。また一方で、四日市の埋め立て予定地の地盤が予想よりも悪く、当初計画通りの埋立地が確保できない可能性も浮上した
これらの要因を受けて、同社では需要地の近隣に大規模な製鉄所を設けるべきとの判断から四日市の製鉄所建設計画を放棄し、急遽東京湾岸で製鉄所の建設候補地を探すことになり、検討の結果君津沖が選ばれたという。この時既に埋め立て工事が進められていた四日市市の水面は、後に四日市工業地帯に転用されている。

#### コンピューターの大々的な利用
計画時それまで事務処理や科学計算に使われてきた大型コンピューターが現場にも使われ得る時期になり、工場の各現場で書類による作業指示・実績把握の代わりに、オンラインでリアルタイムに行う方式が人員の削減、市場の要求にダイナミックに対応できるように計画され、君津オンライン・コントロール・システム（KOCS）として実施された。 こうした方式は米国ホームステッド製鉄所（モンバレー製鉄所のひとつ）でもある程度実施されていたが 一貫製鉄所では初め試みで、その後1970年代に新設された他社の製鉄所、加古川製鉄所（神戸製鋼所）、鹿島製鉄所（住友金属工業）、京浜製鉄所・扇島（日本鋼管） などでも行われた。

### 沿革

#### 君津地区（君津）
- 1960年（昭和35年）
  - 1月 - 木更津・君津地区の立地調査実施。
  - 11月 - 君津町（当時）への進出を正式発表。
- 1961年（昭和36年）8月 - 君津漁協との間の補償協定に調印。
- 1962年（昭和37年）1月 - 第一期埋立工事開始。
- 1965年（昭和40年）
  - 2月 - 八幡製鐵君津製鐵所として発足。
  - 4月 - 冷延工場のみで操業開始。
- 1968年（昭和43年）11月 - 第1高炉竣工、火入れ。銑鋼一貫体制が確立。
- 1969年（昭和44年）10月 - 第2高炉竣工、火入れ。
- 1970年（昭和45年）3月31日 - 新日本製鐵発足に伴い、同社の君津製鐵所となる。
- 1971年（昭和46年）9月 - 第3高炉竣工、火入れ。
- 1975年（昭和50年）10月 - 第2高炉吹き止め。第4高炉竣工、火入れ。
- 1976年（昭和51年）2月 - 第1高炉吹き止め。
- 1982年（昭和57年）2月 - 第3高炉吹き止め。第2高炉第二次操業開始、火入れ。
- 1986年（昭和61年）4月17日 - 第3高炉第二次操業開始、火入れ。
- 1988年（昭和63年）7月4日 - 第4高炉第二次操業開始、火入れ。
- 1994年（平成6年）11月7日 - 第2高炉第三次操業開始、火入れ。
- 1995年（平成7年）9月 - 天皇（当時）来訪。
- 2001年（平成13年）
  - 1月19日 - 第3高炉吹き止め。
  - 5月19日 - 第3高炉第三次操業開始、火入れ。
- 2003年（平成15年）2月9日 - 第4高炉吹き止め。
- 2003年（平成15年）5月8日 - 第4高炉三次操業開始、火入れ。
- 2007年（平成19年）7月1日 - 新日鐵化学君津製造所を統合、コークスの製造を開始。
- 2009年（平成21年）11月9日 - 管理センターを君津市君津から木更津市築地へ移転。
- 2012年（平成24年）10月1日 - 新日本製鐵が住友金属工業を吸収合併し、新日鐵住金君津製鐵所となる。
- 2014年（平成26年）4月 - 東京製造所と統合[12]。
- 2019年（平成31年）4月1日 - 新日鐵住金が日本製鉄に社名変更し、日本製鉄君津製鉄所となる。
- 2020年（令和2年）4月　- 日本製鉄の組織統合により、日本製鉄東日本製鉄所君津地区（君津）となった。

#### 君津地区（東京）（閉鎖）
- 1935年（昭和10年） - 日本特殊鋼管戸田工場（東京工場）として発足。
- 1968年（昭和43年） - 八幡製鐵と合併し、同社の東京製造所となる。
- 1970年（昭和45年） - 八幡製鐵と富士製鐵が合併し、新日本製鐵が発足。同社の東京製造所となる。
- 2012年（平成24年） - 新日本製鐵が住友金属工業を吸収合併し、新日鐵住金東京製造所となる。
- 2014年（平成26年） - 新日鐵住金君津製鐵所と統合し、君津製鐵所・東京地区となる[12]。
- 2020年（令和2年）
  - 4月 - 日本製鉄の組織統合により、日本製鉄東日本製鉄所君津地区（東京）となった。
  - 5月 - 小径シームレス鋼管工場を休止し、日本製鉄関西製鉄所和歌山地区海南地区に生産を集約[6]して閉鎖された。

### 不祥事

#### 脱硫液・シアン流出
2022年6月18日午後7時頃、コークス炉から出たガスから硫黄を除去する「脱硫液」が保管していたタンクから漏れ、小糸川に流出した。脱硫液には鉄と反応すると赤くなるチオシアン酸アンモニウムが含まれており、19日からおよそ3日間にわたって製鉄所周辺の水路が赤く変色し、魚の死骸が多数確認された。県水質保全課は、チオシアン酸アンモニウムは直接飲めば毒性はあるが、川で薄まり健康への影響はないとしている。市は同川の人見大橋から下流の魚に触ったり食べたりしないよう注意を呼びかけた。脱硫液は小糸川を通じて東京湾へ流れ込んだ可能性が高いと見られている。また24日には環境基準値を超える1リットル当たり0.3~0.6ミリグラムのシアンが検出された。同社と県水質保全課によれば、今回の検出量ではただちに健康被害が出る可能性は高くないという。県は安全を確認するまで、事業所周辺の水路と小糸川の合流部付近の水や釣った魚を口に入れないよう呼びかけている。
同年8月18日、同製鉄所の所長らは千葉県庁にて記者会見を開いた。会見では2019年2月から2022年4月まで行った排水の自主測定の結果、基準値を超える量のシアンを少なくとも計39回検出していたにもかかわらず千葉県に報告していなかったことを発表し、謝罪した。
2023年8月8日、千葉県と君津市、木更津市、富津市は日本製鉄に対し、行政指導を行った。

### 所内報「きみつ」
年に10回、社員や関連協力会社、OBや周辺住民、他社などに配布している新聞である。発行部数は11500部。日本経済団体連合会社内広報センターの「推薦社内報」に選ばれたことがある。

### アクセス

#### 君津地区（君津）
最寄駅は君津駅であり、社宅の多い地域を経由して君津製鐵所までの路線バスが運行されている。特に、八重原地区（君津市）、大和田地区（君津市）、畑沢地区（木更津市）には関連会社などの社宅が多い。これらの社宅を連絡して運行される君津市内循環線は比較的本数が多いが、各社宅からの直行通勤バスも運行されている。2007年11月30日までは清見台団地（木更津市）からの通勤路線として清見製鐵線が運行されていたが利用者の減少により廃止された。
- JR内房線君津駅よりタクシーで10分。路線バスでは北口から君津市内循環線「A循環・B循環」、南口から周西線「君津製鐵所行き」（日東交通）で君津製鐵所下車。
- JR内房線木更津駅よりタクシー。路線バスでは西口から潮見線「イオンモール木更津経由 君津製鐵所行き」（日東交通）で君津製鐵所下車。
- 東京駅八重洲口前から東京湾アクアライン高速バス（京成バス・日東交通）、君津製鐵所下車。
- 羽田空港から東京湾アクアライン高速バス（京浜急行バス・日東交通）で約60分、君津製鐵所下車。
- 館山自動車道木更津南インターチェンジから国道16号経由で約5分。

#### 君津地区（東京）（閉鎖）
- 都営三田線西台駅より徒歩約11分。

## 直江津地区
1934年、住友財閥系の資本（中央電気工業）を主とした、最初期のステンレス鋼国産化拠点・日本ステンレス株式会社として設立された。旧官営八幡製鐵所、旧日本金属工業衣浦製造所と並ぶ日本最初期のステンレス製造拠点である。1960年代からは後続の新鋭製造拠点に汎用量産品種を譲りつつも、高付加価値化、新規事業開拓に注力・挑戦し、日本のステンレス鋼産業、チタン産業における独自の地位を保ち続けている。
直江津の地は、日本海側の豊富な積雪を背景とした水力発電が戦前より栄えており、豊富な電力供給を背景とした電気炉による鋳造を中心として操業が開始された。近隣には信越化学工業、三菱ケミカル等、電気化学工業由来の製造拠点が多数所在する。
製品圧延の製造も開始し、最盛期は薄板、厚板、鍛鋼品、棒鋼、形鋼、鋳物に至る広範囲のステンレス製品を製造し、日本ステンレスの創業の地、マザー製造拠点の位置付けであった。
1960年代、急速なステンレス鋼の需要拡大と技術革新が進む中、各社は競って設備拡大、日本は世界最大級のステンレス鋼生産国となった。こうした流れは日本ステンレスも同様であり、新鋭製造拠点（現・日鉄ステンレス鹿島製造所）の設置に至った。
その後、二度のオイルショックを経て高度成長期が終わり、日本全体で需要拡大が落ち着き過剰設備が顕在化する中、直江津から新鋭拠点への汎用量産品種の集約移管を加速。日本ステンレスは、直江津の高付加価値化を鮮明に打ち出し、1960年代からのチタン製品に加え1980年代からは、ステンレス精密圧延品・クラッド鋼・精密加工（フォトエッチング）にも挑戦。現在の主力製品に結実する試行錯誤を重ねてきた。
現在は、日本製鉄のチタン事業部の製造拠点として、チタン・ニッケル・クラッド鋼・ステンレス鋼（精密圧延品・形鋼）を中心とした特殊鋼・非鉄金属を製造しており、自動車（エンジン・燃料電池関連）、土木建築、プラント、航空機から、電子部品・精密機器まで、重厚長大から精密分野にいたる幅広い産業分野へ高付加価値製品を供給している。
2018年、光チタン部より意匠性チタン製造（TranTixxiiブランド）の一部工程の移管を受けさらなる高付加価値品特化を推進。さらに当拠点固有技術を生かしたステンレス精密圧延品の製品群がブランド化（FYGRASブランド）された。
2019年4月より、ステンレス鋼精密圧延品の日鉄ステンレスへの営業譲渡により、同製品の日鉄ステンレスへのOEM供給拠点という位置づけとなった（FYGRASブランドも日鉄ステンレスへ移管）。

### 設備・製造フロー
1. 設備
  1. チタン鋳造設備
  2. ステンレス形鋼用熱間圧延設備

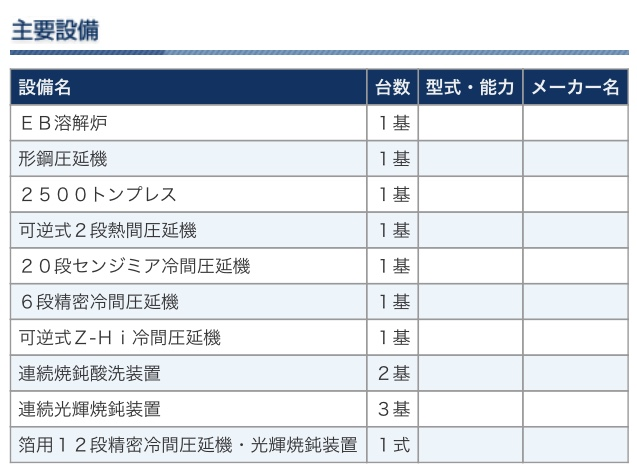
主要保有設備

  3. ステンレス鋼板冷間圧延設備（ニッケル・チタン冷間圧延、クラッド鋼製造も兼用）
2. 製造フロー
  1. ステンレス精密圧延品：ステンレス鋳造（日鉄ステンレス光製造所）→熱間圧延（日本製鉄八幡製鉄所）→冷間圧延（直江津）)
  2. ステンレス形鋼：ステンレス鋳造（日鉄ステンレス光製造所）→熱間圧延（直江津）
  3. クラッド鋼：ステンレス鋳造(日鉄ステンレス光製造所)→熱間圧延（日本製鉄八幡製鉄所）→クラッド接合（直江津）+アルミ・難鋼を外部調達
  4. ニッケル板：ニッケル鋳造（日本製鉄和歌山製鉄所）→熱間圧延（日本製鉄八幡製鉄所）→冷間圧延（直江津）
  5. チタン板：チタン鋳造（直江津）→熱間圧延（日本製鉄八幡製鉄所）→冷間圧延（日鉄ステンレス光製造所）→冷間圧延（直江津）

### 沿革
- 1934年（昭和9年） - 日本ステンレス株式会社として発足。
- 1935年（昭和10年） - クロム系ステンレス鋼塊・鋳物・鋼板製造開始。
- 1946年（昭和21年） - オーステナイト系ステンレス鋼の製造開始。
- 1950年（昭和25年） - ステンレス棒鋼の製造開始。
- 1960年（昭和35年） - ステンレス冷延コイルの製造開始。
- 1963年（昭和38年） - ゼンジミア冷間圧延機が稼働開始。
- 1968年（昭和43年） - 鹿島日本ステンレス(現・日鉄ステンレス鹿島製造所）が発足。以降、日本ステンレスにおける汎用量産品は鹿島に重心を移し、直江津は高付加価値品にシフトする事となる。
- 1968年（昭和43年） - チタン製品の製造開始
- 1972年（昭和47年） - ステンレス形鋼（アングル製造開始）
- 1983年（昭和44年） - 第2次オイルショックによる需要減を受け汎用量産品の鹿島移管を加速。直江津は特殊品を一層強化。
- 1985年（昭和61年） - ステンレス精密圧延品の製造開始。
- 1986年（昭和61年） - 電子産業向けフォトエッチング加工事業に参入。
- 1988年（昭和63年） - クラッド鋼板の製造開始。鉄ステンレスクラッド鋼を採用した松下電器産業（現・パナソニック）製IHジャー炊飯器がヒット。同製造ラインも安定量産体制を確立。
- 1989年（平成元年） - ステンレス精密圧延品の製造強化（薄箔化・量産化）。
- 1990年（平成2年） - 鹿島製造所冷間圧延の設備更新。汎用量産品は一部を残し鹿島に集約。
- 1992年（平成4年） - 住友金属工業と合併し、同社直江津製造所となる。
- 1996年 (平成8年） - ステンレス鋳物事業から撤退。
- 1996年 (平成8年） - 耐熱ステンレス鋼板（省資源型AHシリーズ）製造開始。
- 1997年（平成9年） - フォトエッチング加工事業から撤退。
- 1999年（平成11年） - 高疲労強度ステンレス鋼板製造開始。撤退したフォトエッチング加工事業で研究を進めていたステンレス微細粒化技術が開花し、エンジンガスケットの疲労強度向上に奏功。本田技研工業と連携して開発を推進。エンジン高燃焼圧化と燃費向上に貢献（2010年文部科学大臣表彰）。
- 2000年（平成12年）4月1日 - 産業再生法を適用し、株式会社住友金属直江津として住友金属工業から独立。
- 2001年（平成13年） - フォトエッチング加工事業での加工経験を生かした精密加工用ステンレス鋼板を製造開始。
- 2003年（平成15年） - 新日鐵住金ステンレスの発足に伴い、汎用量産品のステンレス鋼を同社へ集約・移管。高付加価値品への注力が鮮明となる。
- 2008年（平成20年） - 高疲労強度ステンレス鋼板の進化製品を製造開始。
- 2012年（平成24年） - 住友金属工業と合併し、直江津製造所となる。
- 2012年（平成24年） - 新日本製鐵と住友金属工業が合併し、新日鐵住金直江津製造所となる。
- 2013年（平成25年） - 精密加工用ステンレス鋼板で組織粒世界最小を更新するメニューを製造開始。
- 2014年（平成26年） - 新日鐵住金ステンレス八幡製造所に直江津に残っていた高付加価値厚板を移管。厚板製造から撤退。
- 2017年（平成29年） - 日新製鋼が新日鐵住金の子会社化
- 2019年（平成31年） - 新日鐵住金グループステンレス事業を集約した日鉄ステンレス発足。新日鉄住金は日本製鉄へ商号変更
- 2020年（令和2年） - 日本製鉄の組織統合により東日本製鉄所直江津地区となった。

### 主要製品
- ステンレス鋼
  - ステンレス薄板（ステンレス精密圧延品）- 販売元は日鉄ステンレス
    - ばね用ステンレス鋼板
    - 高疲労強度ステンレス鋼板〈自動車エンジンガスケット分野等〉
    - 精密加工用細粒ステンレス鋼板（FYGRASブランド）〈電子基板・メタルマスク・ステンシル・精密加工（フォトエッチング・レーザー加工）分野等〉
    - 耐熱ステンレス鋼板（省資源型AHシリーズ）〈プラント分野等〉
    - 非磁性ステンレス鋼板〈モーター分野等〉
    - 水素燃料電池用ステンレス鋼板〈自動車分野〉

  - ステンレス形鋼 - 販売元は日本製鉄
    - アングル 〈土木建築分野等〉
    - チャンネル 〈土木建築分野等〉
- クラッド鋼 - 販売元は日本製鉄
  - 鉄ステンレスクラッド薄板 〈家電IHジャー炊飯器分野〉
  - アルミステンレスクラッド薄板 〈スポーツ用品パーツ分野等〉
- ニッケル - 販売元は日本製鉄
  - ニッケル薄板
    - 純ニッケル薄板 〈電子部品分野等〉
    - ニッケル基合金薄板 〈電子部品分野等〉
- チタン - 販売元は日本製鉄
  - チタン鋳造品 
    - 純チタン鋳造品
    - 合金チタン鋳造品

  - チタン薄板
    - 純チタン薄板
    - 合金チタン薄板
    - 航空機用純チタン薄板
    - 航空機用合金チタン薄板
    - 意匠性チタン薄板（TranTixxiiブランド）

### 福利厚生
関連施設
- 独身寮（高崎寮）

クラブ活動
- 軟式野球部
- 陸上部

旧社員倶楽部
- 古城社員クラブ

### 関係会社
- 日鉄直江津メンテナンス株式会社（現・日鉄テックスエンジ株式会社）
- 日鉄工材株式会社

### アクセス
- 北陸新幹線上越妙高駅　車約40分
- えちごトキめき鉄道直江津駅　車約10分